# Copa turca de futbol femenina
La Copa Turca Femenina (en turc: Türkiye Kadınlar Kupası) és la competició anual de copes dels equips de futbol femení de Turquia. El torneig també es coneix com Alanya Gold City Cup, ja que el torneig se celebra a la Gold City d'Alanya, Turquia. Es juga a finals de febrer o principis de març, al mateix temps que la Copa Algarve, la Copa Femenina de Xipre i la Copa SheBelieves.